# 云凤镇
云凤镇，是中华人民共和国四川省绵阳市游仙区曾经下辖的一个镇。2019年12月，撤销云凤镇，将其所属行政区域划归新桥镇管辖。

## 行政区划
云凤镇撤销前下辖以下地区：
云凤乡社区、新荣村、龙包村、泉水村、候家沟村、圣灯村、柏荣村、龙骨村和插旗村。